# Tagetesähnliches Becherkörbchen
Das Tagetesähnliche Becherkörbchen (Steirodiscus tagetes) ist eine Pflanzenart der Gattung Steirodiscus aus der Familie der Korbblütler (Asteraceae).

## Beschreibung
Das Tagetesähnliche Becherkörbchen ist eine kahle, einjährige Pflanze, die Wuchshöhen von 20 bis 30 Zentimeter erreicht. Der Stängel ist stark verzweigt. Er bildet mit den aufrechten, schlanken Ästen einen schirmtraubigen Blütenstand. Die Blätter sind fiederteilig. Auf beiden Seiten befinden sich 5 bis 9 linealische, ganze oder 1 bis 2 lappige, stumpfe Abschnitte. Die Blütenköpfe haben einen Durchmesser von 2 Zentimeter. Die Blütenhülle ist urnenförmig. Die Hüllblätter sind bis über die Mitte verwachsen. Die Blüten sind gelb-orange. Die Zungenblüten sind breit.
Die Blütezeit reicht von Juni bis September.

## Vorkommen
Das Tagetesähnliche Becherkörbchen kommt in Südafrika auf sandigen Ebenen und Unterhängen vor.

## Nutzung
Das Tagetesähnliche Becherkörbchen wird selten als Zierpflanze für Sommerblumenbeete und Einfassungen genutzt. Sie ist seit spätestens 1823 in Kultur. Die Sorte 'Gold Rush' hat leuchtend zitronengelbe Blüten.

## Belege
- Eckehart J. Jäger, Friedrich Ebel, Peter Hanelt, Gerd K. Müller (Hrsg.): Rothmaler - Exkursionsflora von Deutschland. Band 5: Krautige Zier- und Nutzpflanzen. Spektrum Akademischer Verlag, Berlin Heidelberg 2008, ISBN 978-3-8274-0918-8, S. 625.